# Championnats de France de natation en eau libre 2017
Navigation
Montargis 2016 Gravelines 2018
Les Championnats de France de natation en eau libre 2017 ont lieu à Gravelines dans le Parc des Rives de l'Aa du 1er au 4 juin 2018.
 
Le 5 km contre-la-montre a disparu du championnat. À la place, un relai 4 x 1250 m fait son apparition et restera jusqu'en 2022. 

Ces championnats permettent aux meilleurs athlètes de se qualifier pour les Championnats du monde de natation 2017.

## Podiums

### Hommes
| Épreuves | Or                   | Or                 | Argent               | Argent             | Bronze         | Bronze             |
| -------- | -------------------- | ------------------ | -------------------- | ------------------ | -------------- | ------------------ |
| 5 km     | Logan Fontaine       | 52 min 25 s 90     | Marc-Antoine Olivier | 52 min 28 s 20     | David Aubry    | 53 min 05 s 60     |
| 10 km    | Marc-Antoine Olivier | 1 h 52 min 04 s 30 | David Aubry          | 1 h 52 min 06 s 20 | Axel Reymond   | 1 h 52 min 08 s 00 |
| 25 km    | Axel Reymond         | 5 h 02 min 26 s    | Bertrand Venturi     | 5 h 13 min 03 s 70 | Edouard Lehoux | 5 h 14 min 55 s 50 |

### Femmes
| Épreuves | Or             | Or                 | Argent           | Argent             | Bronze         | Bronze             |
| -------- | -------------- | ------------------ | ---------------- | ------------------ | -------------- | ------------------ |
| 5 km     | Aurélie Muller | 57 min 16 s 60     | Océane Cassignol | 58 min 35 s 40     | Lisa Pou       | 58 min 42 s 30     |
| 10 km    | Aurélie Muller | 2 h 00 min 03 s 20 | Océane Cassignol | 2 h 00 min 29 s 10 | Adeline Furst  | 2 h 01 min 22 s 40 |
| 25 km    | Lara Grangeon  | 5 h 29 min 17 s 90 | Caroline Jouisse | 5 h 33 min 49 s 90 | Morgane DORNIC | 5 h 37 min 32 s 90 |

### Mixte
| Épreuves           | Or                                                                                 | Or               | Argent                                                                                         | Argent           | Bronze                                                                       | Bronze           |
| ------------------ | ---------------------------------------------------------------------------------- | ---------------- | ---------------------------------------------------------------------------------------------- | ---------------- | ---------------------------------------------------------------------------- | ---------------- |
| Relais 4 × 1 250 m | Clamart Natation 92 Maxime Maetz Charlyne Secrestat Jessica Secrestat Axel Reymond | 1h 4 min 12 s 69 | US Saint-André natation Agathe HODONOU Aubin Coccordano Céleste Vereecke Jean-Baptiste Clusman | 1h 4 min 26 s 97 | ES Massy Natation 91 Adrien Rodrigues Lila Langlais Ilona Maille Naim Mokhfi | 1h 4 min 39 s 79 |